# 김균정
김균정(金均貞, ? ~ 836년)은 신라 말기 왕족으로 원성왕의 손자이다. 왕위쟁탈전에서 피살되었다.

## 생애
802년 12월(애장왕 3년) 대아찬이 됐는데 이때 가짜 왕자로 꾸며 일본에 인질로 보내려 했지만 거부했다. 812년(헌덕왕 4년) 시중이 되어 814년 8월(헌덕왕 6년)까지 직책을 맡았다. 822년 3월(헌덕왕 14년) 웅천주의 도독인 김헌창이 난을 일으키자 이찬이던 김균정은 잡찬 김웅원(金雄元), 대아찬 김우징과 함께 3군을 통솔하고 정벌을 떠나 성산에서 반군을 격파했다.
828년(흥덕왕 3년) 7월 비학산에 있는 법광사를 크게 후원했다. 835년(흥덕왕 10년) 상대등이 됐으나 836년 흥덕왕이 아들 없이 죽자 왕이 되고자 김명(민애왕), 이홍(利弘), 배훤백(裵萱伯) 등의 지지를 받던 김제륭과 적판궁(積板宮)에서 싸웠는데 패배하여 제륭의 병사에게 죽었다. 사후 아들 신무왕이 성덕왕(成德王)으로 추존했다.

## 가계
- 아버지 : 김예영(金禮英), 사후 혜강왕(惠康王)로 추존됐다.[11]
  - 부인 : 정교부인(眞矯夫人) - 김충공의 딸. 사후 헌목태후(憲穆太后)로 추존됐다.[11]
    - 아들 : 신무왕(神武王, ? ~839, 재위:839)

  - 부인 : 조명부인(照明夫人) - 김충공의 딸
    - 아들 : 헌안왕(憲安王, ? ~861 재위:857~861)

## 김균정이 등장하는 작품
- 《해신》 (KBS, 2004년~2005년), 배우 : 신귀식